# Coelioxys circumscripta
Coelioxys circumscripta är en biart som beskrevs av Schulz 1906. Coelioxys circumscripta ingår i släktet kägelbin, och familjen buksamlarbin. Inga underarter finns listade i Catalogue of Life.